# Amber Tears
Amber Tears – rosyjski zespół muzyczny pochodzący z Penzy, grający muzykę określaną jako pagan doom metal. Cechą charakterystyczną zespołu są wolne tempa utworów i growling. Muzycy przyznają się do inspiracji muzyką takich grup jak Gods Tower, Amorphis, Moonsorrow i Anathema.

## Skład
- Anton Bandurin – śpiew
- Dmitrij Czukin - gitara
- Aleksy Ryliakin - gitara
- Dymitr Slipczenko - gitara basowa
- Wiktor Kulikow - perkusja

## Dyskografia
- Revelation of Renounced (2006)